# Fotografia kulinarna

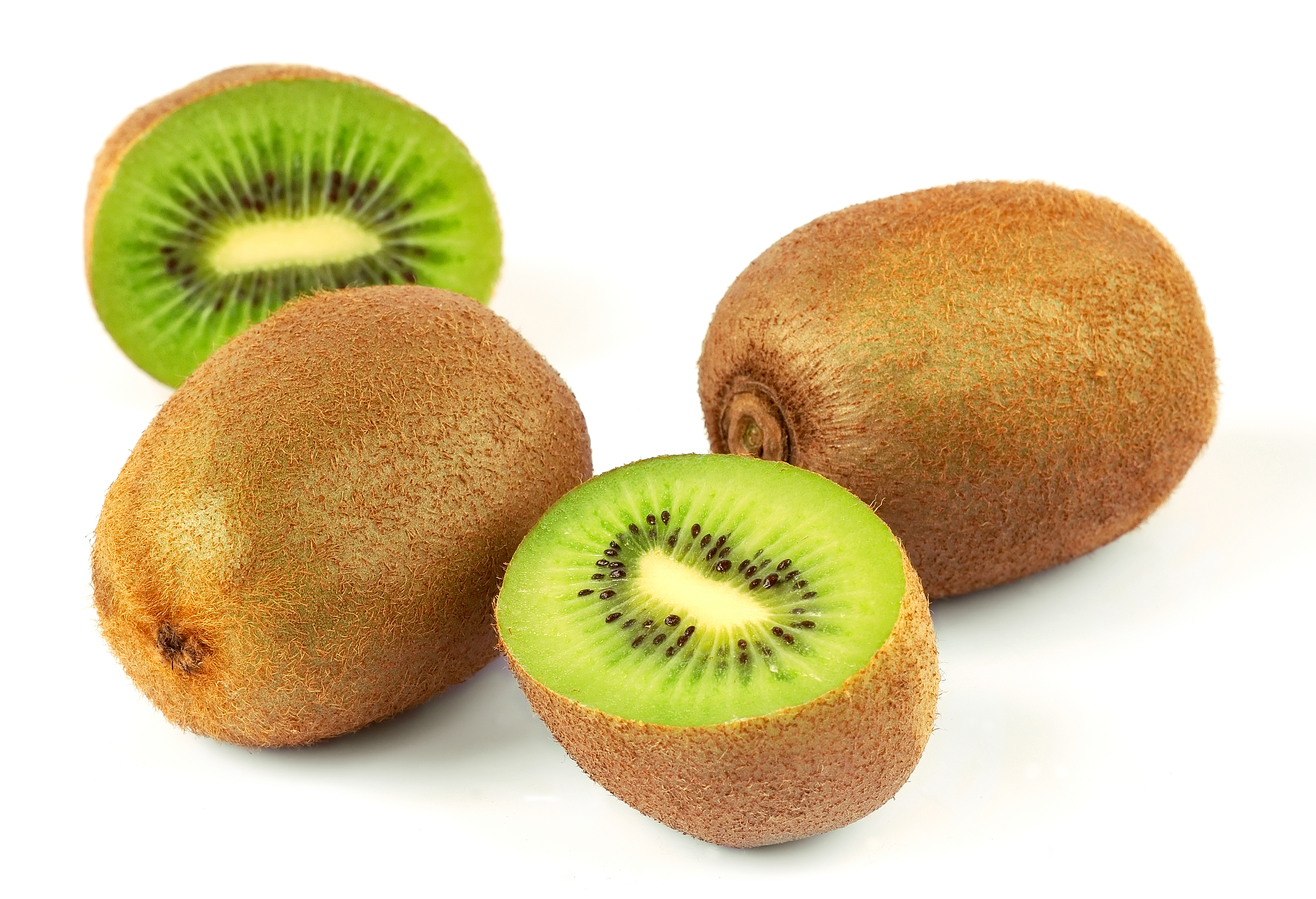
Zdjęcie martwej natury. Kiwi na białym tle.

Fotografia kulinarna zajmuje się fotografowaniem martwej natury w postaci jedzenia. Jest to specjalizacja fotografii komercyjnej, a zdjęcia tego typu wykorzystywane są w reklamach, magazynach, opakowaniach, menu czy książkach kucharskich. Profesjonalna fotografia kulinarna wymaga zorganizowanego zespołu, zwykle w skład wchodzi: dyrektor artystyczny, fotografa, stylisty jedzenia, stylisty rekwizytów i wspierających asystentów.
W reklamie fotografia kulinarna jest często – wzbudzając kontrowersję – wykorzystywana do wyolbrzymiania atrakcyjności lub wielkości reklamowanego jedzenia, zwłaszcza fast foodów.

## Historia

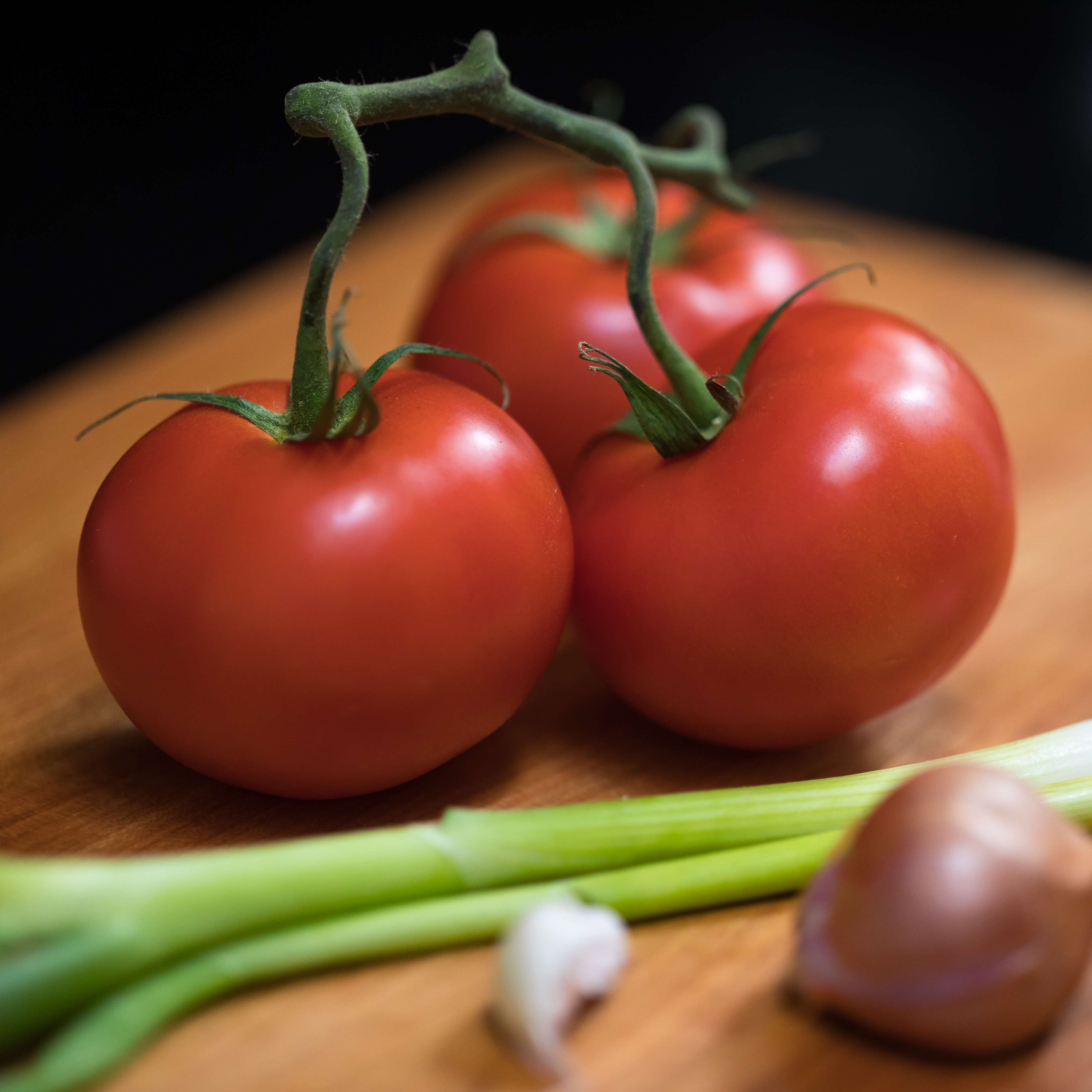
Przykład współczesnej fotografii żywności: prosta i naturalna, mała płaszczyzna ostrości oraz duża długość fokalna obiektywu.

Pierwszą znaną fotografią przedstawiającą jedzenie jako główny obiekt była dagerotypia Williama Henry'ego Foxa Talbota z 1845 r., przedstawiając brzoskwinie i ananasa.
Przez długi czas fotografie jedzenia były robione i komponowane w sposób podobny do tego, w jaki ludzie przywykli do obcowania z jedzeniem. Rozkładali je na stole i fotografowano z góry, czyli z punktu widzenia osoby siedzącej przy stole. Styliści układali jedzenie tak, aby wyglądało dobrze z góry, z przedmiotami ułożonymi płasko na talerzu i wyraźnie oddzielonymi od siebie.
W późniejszym czasie modne stało się romantyczne oświetlenie, ostrzejsze kąty i więcej rekwizytów, a skrajne przypadki doprowadziły do powstania określenia „food porn”. Ostatnio dominującym trendem w zachodniej komercyjnej fotografii żywności, jest przedstawianie jedzenia tak prostego, czystego i naturalnego, jak to tylko możliwe. Niewielka ilość rekwizytów, często z wykorzystaniem efektów takich jak selektywne ustawianie ostrości, przechylone talerze i duże zbliżenia. Wpisuje się to również w trendy profesjonalnej kuchni, aby jedzenie było ciekawsze wizualnie. Wysokość naczyń ma tendencję do zwiększania się, a ich elementy są często ułożone warstwowo, co dobrze nadaje się do ujęć pod ostrym kątem.

## Stylista jedzenia

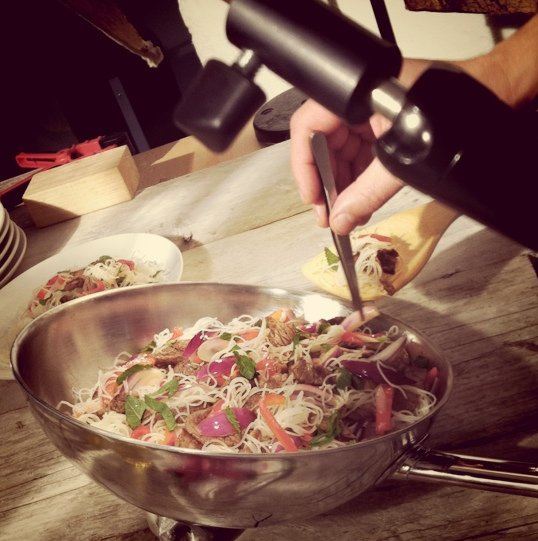
Danie stylizowane do fotografii

Rolą stylisty jedzenie (popularnie zwanego food stylerem) jest uatrakcyjnienie wyglądu jedzenia przed wykonaniem zdjęcia. Czas i wysiłek, jaki wkłada stylista, aby starannie i pomysłowo ułożyć jedzenie, wynika z różnic między sposobem, w jaki stylista je prezentuje do zdjęcia, a sposobem, w jaki robi to domowy kucharz lub szef kuchni. Niezbędna jest również wiedza wizualna, jak również umiejętność przełożenia percepcji smaku, aromatu i atrakcyjności z rzeczywistej potrawy na dwuwymiarową fotografię.
Styliści żywności przechodzą szkolenie kulinarne; niektórzy są zawodowymi kucharzami lub cukiernikami. Oprócz znajomości technik żywienia i gotowania, styliści żywności muszą również zakupować potrzebne do sesji rekwizyty. Jako kreatywni profesjonaliści wyobrażają sobie gotowe zdjęcie i odpowiednio stylizują jedzenie.

## Przygotowanie

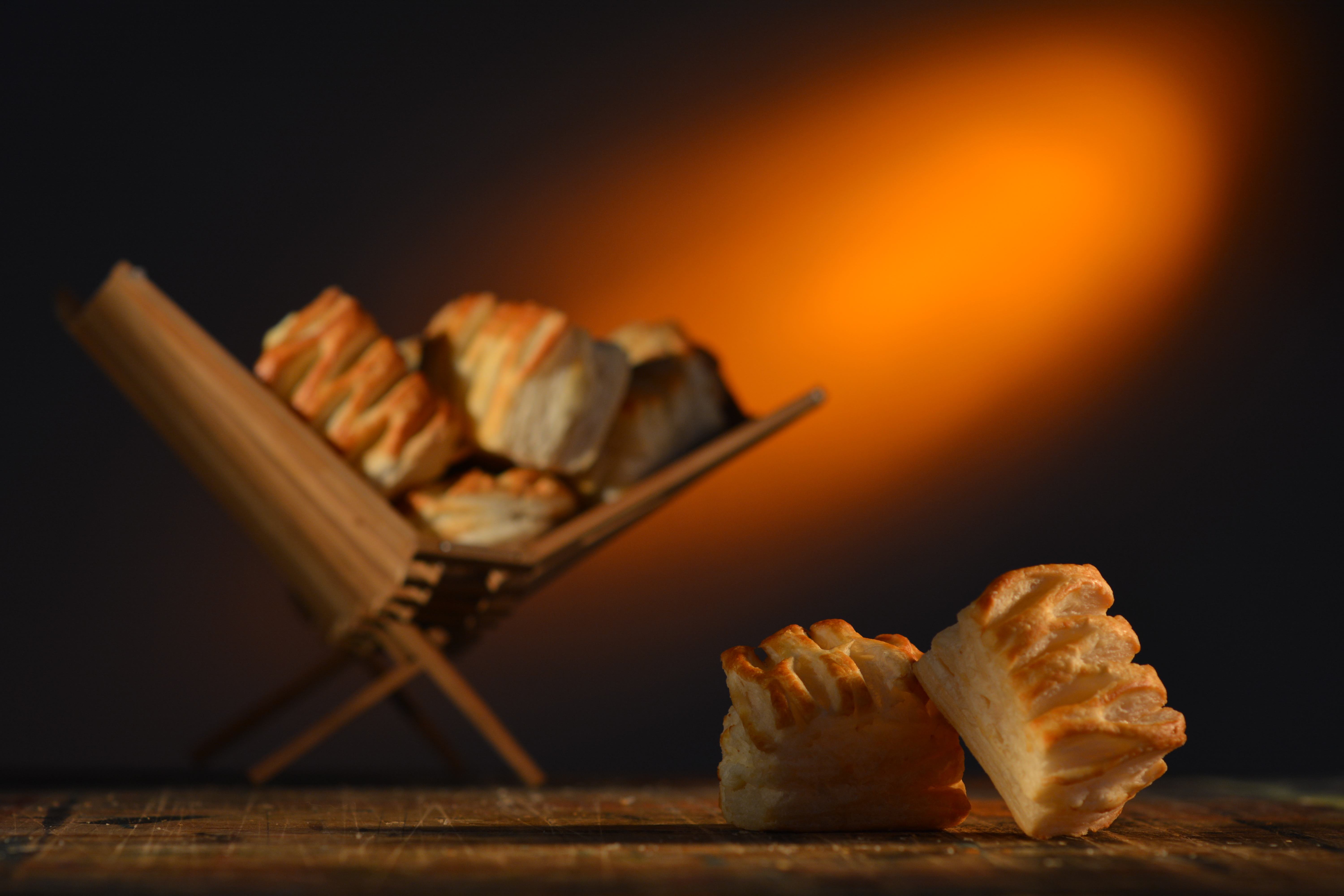
Często, aby podkreślić sam produkt, ostrość ustawia się tylko na jego fragmencie.

Proces fotografowania żywności zaczyna się od zakupu żywności i składników. Dopuszczalne są tylko najlepsze wizualnie artykuły spożywcze i zwykle potrzebnych jest wiele rekwizytów i przedmiotów pomocniczych. W rezultacie zakup żywności i składników jest procesem bardzo czasochłonnym. Najładniejszy, wyselekcjonowany produkt, który będzie głównym tematem zdjęcia, podczas ustawiania i sesji testowych jest reprezentowany przez tekturową podstawkę z napisem „hero”.
Fotografia może odbywać się w studiu w kontrolowanych warunkach oświetleniowych lub w naturalnym świetle. Światło, tło i oprawa są starannie przygotowane, aby prezentować jedzenie w jak najbardziej atrakcyjny sposób, nie odwracając od niego uwagi. Kolor, fakturę oraz oświetlenie tła dobiera się tak, aby skutecznie uzupełniać kadr.
Stylizowana żywność jest zwykle oznaczana jako niejadalna i wyrzucana bezpośrednio po sesji.

### Zimne napoje

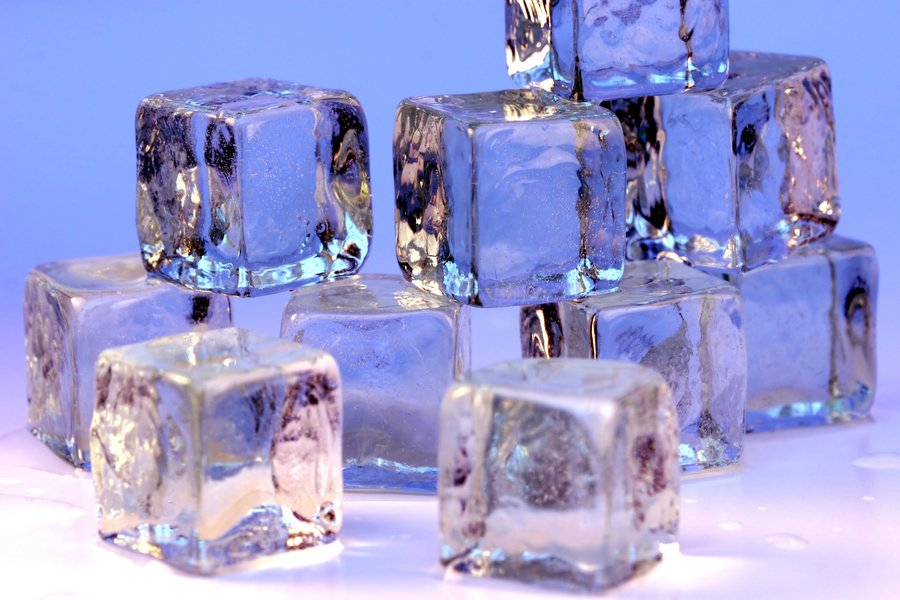
Stos sztucznych kostek lodu, używany zamiast prawdziwych.

Aby uzyskać efekt cienkiej warstwy „rosy” zwanej kondensacją, która powstaje na zewnętrznej stronie szklanek zawierających zimną ciecz, stosuje się spray matujący z papierem lub taśmą maskującą chroniącą obszary, które docelowo nie mają być „oszronione”. Znakomity efekt kondensacji można uzyskać dzięki spryskaniu szkła syropem kukurydzianym lub gliceryną.
Kostki lodu używane w sesjach wykonane są z akrylu, dzięki czemu nie przesuwają się, ani nie topią podczas sesji. Przed upowszechnieniem dostępności kostek akrylowych w latach 70. i 80. ich rolę spełniały kostki lodu wykonane ze szkła. Świeżo wyglądające bąbelki na powierzchni napojów powstają poprzez nałożenie pipetą na powierzchnię mieszaniny napoju i detergentu. Zamiast mleka można stosować biały klej, a zamiast herbaty mieszankę parzonej kawy i wody.

### Sałatki
Sałatki w fotografii kulinarnej komponowane są z myślą o tworzeniu atrakcyjnych tekstur, kształtów i kolorów. Aby poprawić kompozycje, w dużej misce umieszcza się małą miskę. Następnie wokół niej umieszczane są produkty potrzebne do skomponowania sałatki. Warzywa wyglądają na świeże i chrupiące dzięki spryskaniu ich zimną wodą przed sesją. Zwykle nie stosuje się dressingu do sałatek, ponieważ sprawia on, że sałatka jest śliska i trudna do ułożenia. Wygląd dressingu można uzyskać, posypując mokrą sałatkę ziołami i przyprawami lub mieszając je z olejem i nakładając pędzlem.
Sałatki owocowe są szczególnie trudne do sfotografowania ze względu na krótki czas, w którym kawałki owoców zachowują swój wygląd.

### Hamburgery i kanapki

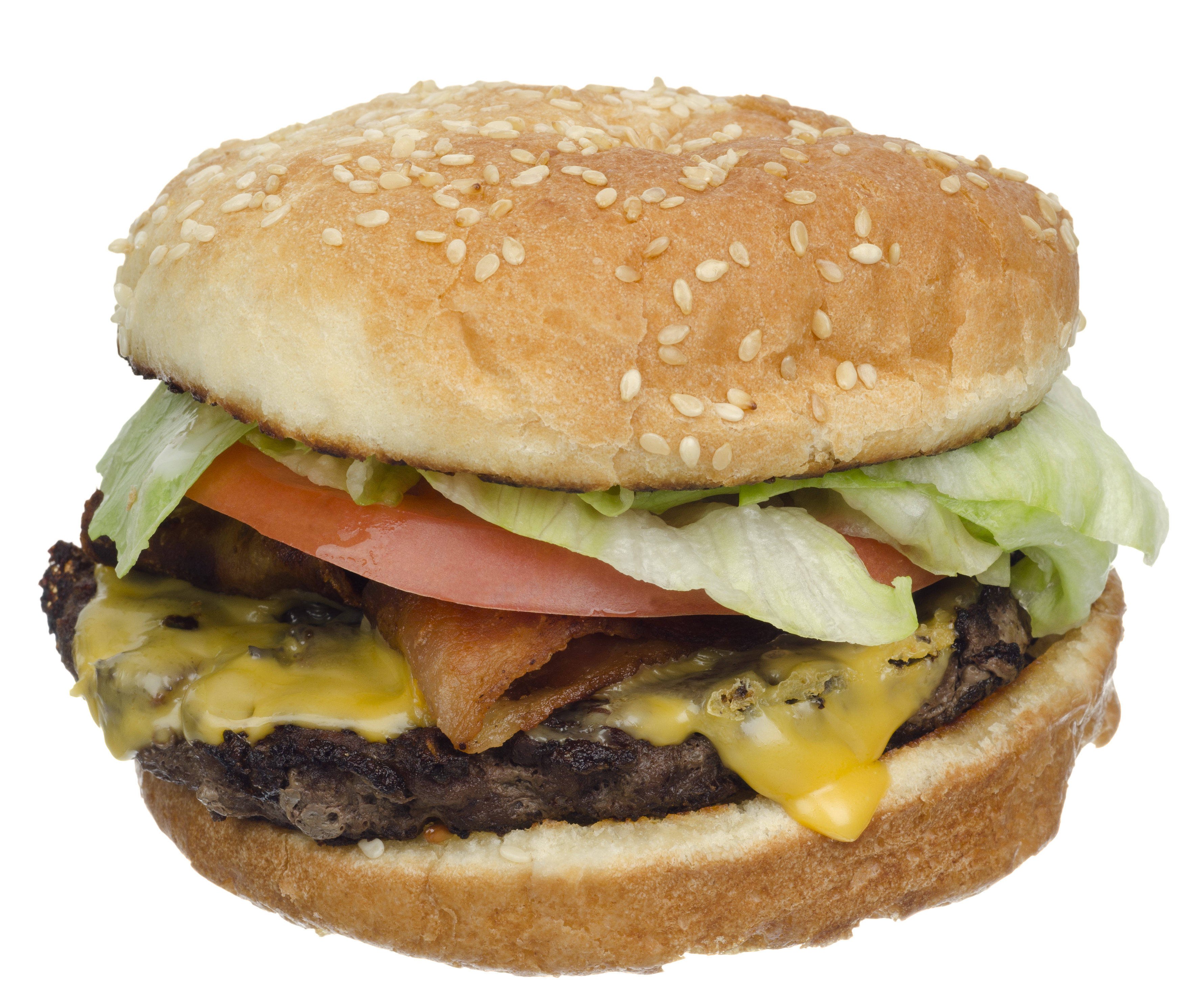
Cheeseburger i dodatki mają nierówny kształt, przez co nie wyglądają atrakcyjnie.

Fotografia hamburgerów jest wyzwaniem, ponieważ bułki łatwo tracą, atrakcyjny wygląd wgniatając się lub marszcząc, a złożony burger szybko traci swoją atrakcyjność wizualną. Podczas składania burgera, składniki są utrzymywane na miejscu za pomocą wykałaczek, a mięsiste wnętrze plastrów pomidora jest usuwane, tak aby sok nie odbarwiał składników. Mięso jest powierzchownie ugotowane, brzegi przyrumienione palnikiem, a sam kolor wzbogacony barwnikiem. Krawędzie roztopionych plastrów sera można szczotkować środkiem czyszczącym do użytku domowego, aby dłużej wyglądały na świeżo roztopione. Sosy, takie jak majonez, nakłada się na brzegi butelką z aplikatorem. Dodatkowo można użyć pary, aby zasugerować, że burger jest gorący.
Kanapki są składane przy użyciu podobnej techniki. Aby zapobiec wysychaniu chleba, używa się mokrych ręczników papierowych. Dla zaprezentowania na zdjęciu tylko połowy kanapki, chleb oraz składniki są osobno krojone nożyczkami i składane bezpośrednio przed wykonaniem zdjęcia.

## Bibliografii
- Linda Bellingham, Food styling for photographers: a guide to creating your own appetizing art, Oxford: Focal Press, 2008, ISBN 978-0-240-81006-5. Brak numerów stron w książce
- Lou Manna, Digital Food Photography, Course Technology, 2005, ISBN 1-59200-820-8. Brak numerów stron w książce